# John Stanley Marshall
John Stanley Marshall, mai cunoscut ca John Marshall (n. 28 august 1941, Greater London, Anglia, Regatul Unit – d. 16 septembrie 2023), a fost un baterist englez. A fost membru fondator al trupei de jazz rock Nucleus lucrând și cu alte formații și muzicieni de jazz și rock printre care J. J. Jackson, Barney Kessel, Alexis Korner, Graham Collier, Michael Gibbs, Arthur Brown, Keith Tippett, Centipede (trupă), Jack Bruce, John McLaughlin, Soft Machine, Dick Morrissey, Hugh Hopper, Elton Dean, John Surman, Charlie Mariano, John Abercrombie, Arild Andersen și Eberhard Weber's Colours.